# Năm tứ đế
Năm bốn Hoàng đế hay Năm tứ đế (tiếng Latin: Annus quattuor imperatorum) là một năm trong lịch sử của đế quốc La Mã, khi vào năm 69, Bốn vị hoàng đế thay nhau cai trị đế quốc La Mã. Những vị hoàng đế này là Galba, Otho, Vitellius và Vespasianus.
Vụ tự sát của hoàng đế Nero vào năm 68 đã châm ngòi cho một cuộc nội chiến trong giai đoạn ngắn, cuộc nội chiến La Mã đầu tiên kể từ cái chết của Marcus Antonius năm 30 TCN. Từ tháng 6 năm 68 cho đến tháng 12 năm 69, ngai vàng La Mã đã thay chủ 4 lần. Sự nỗi dậy và sụp đổ lần lượt của Galba, Otho và Vitellius cho đến lúc Vespasianus, người sáng lập ra triều đại Flavia, lên ngôi vào tháng 7 năm 69. Giai đoạn này của cuộc nội chiến đã trở thành biểu tượng của sự rối loạn chính trị theo chu kỳ trong lịch sử đế chế La Mã. Tình trạng hỗn loạn quân sự và chính trị được tạo ra bởi cuộc nội chiến này đã ảnh hưởng nghiêm trọng, chẳng hạn như sự bùng nổ của cuộc nổi loạn Batavi. (trong khi Cuộc nổi dậy của người Do Thái đang được tiến hành.)

Đế quốc La Mã năm 69. Sau cái chết của Nero, Bốn quý tộc có tiếng liên tiếp tham gia vào cuộc tranh ngai vàng.

## Kế vị

### Nero tới Galba

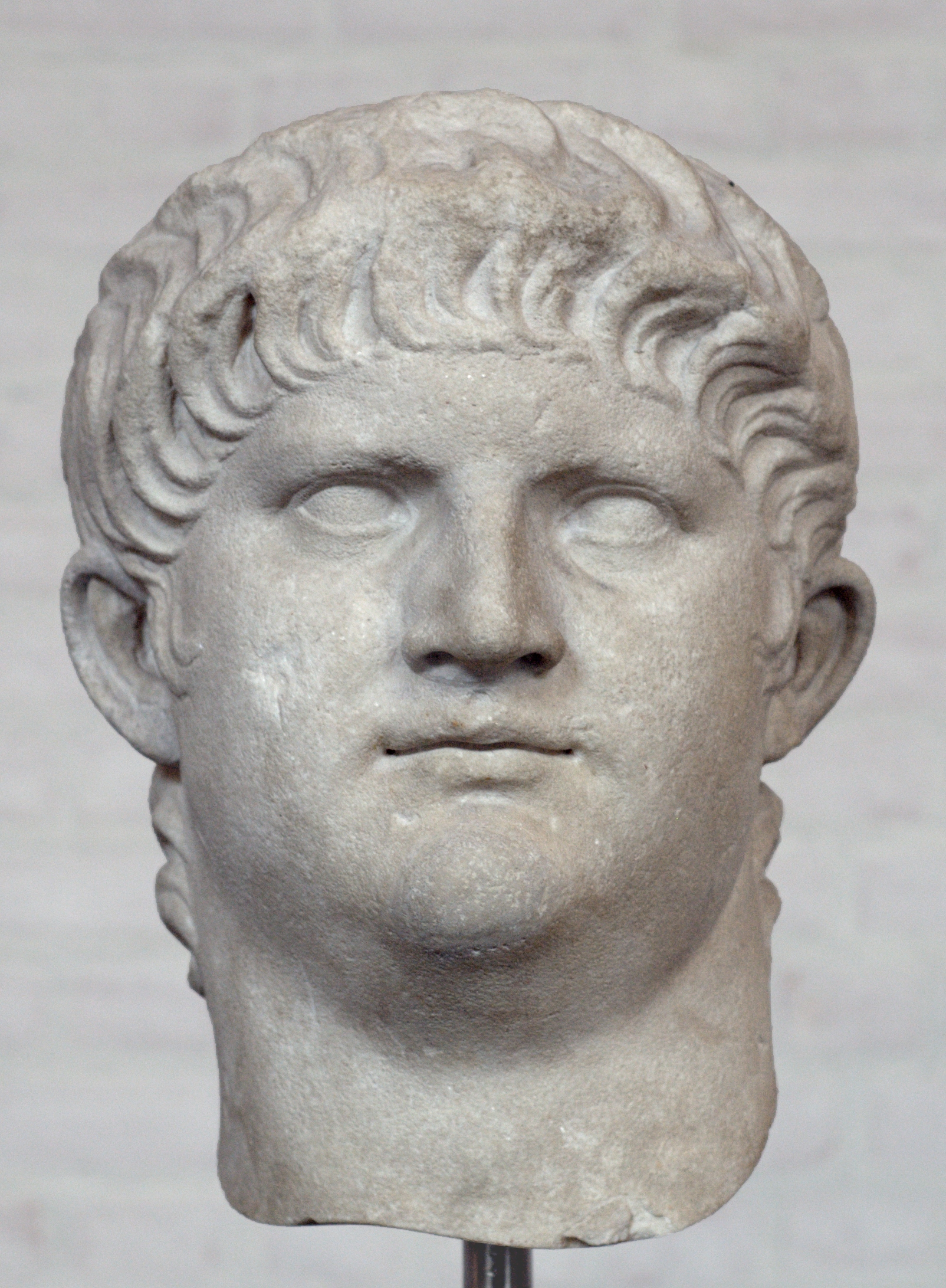
Nero

Năm 68, Vindex, thống đốc vùng Gallia Lugdunensis (nước Pháp ngày nay) nổi loạn chống lại Nero. Nhưng Vindex không có ý định giành lấy vương miện cho bản thân vì ông ta biết rằng mình không có được sự ủng hộ rộng rãi của quân đội. Vindex đề nghị Glaba nắm chiếc vương miện quyền lực. Galba do dự và Alas, thống đốc Aquitania liên tục đề nghị ông ta giúp đỡ Vindex. Ngày 2 tháng 4 năm 68, Galba tiến 1 bước quan trọng tại Carthago Nova và tuyên bố ông ta là người đại diện của nhân dân La Mã. Tuyên bố này không bộc lộ ý định tiến chiếm vương quyền của Nero nhưng đã đặt Galba vào hàng ngũ đồng minh của Vindex. Otho, người chồng bị cắm sừng của Poppaea Sabina và là thống đốc Lusitania (Bồ Đào Nha ngày nay) liên kết với Galba sau đó. Nhưng Otho không có quân đoàn nào và Galba thì chỉ có 1 quân đoàn trong tay. Galba nhanh chóng xây dựng một quân đoàn mới tại Hispania. Tháng 5 năm 68, khi Vindex bị quân đoàn Rhine đánh bại, Galba tuyệt vọng lùi sâu hơn vào đất Hispania. Không nghi ngờ gì nữa, ông ta đã nhìn thấy dấu chấm hết sự nghiệp của mình vào lúc đó.
Bất ngờ thay, tin tức đến với Galba khoảng 2 tuần sau đó là Nero đã chết và Galba được viện nguyên lão trao quyền lực hoàng đế vào ngày 8 tháng 6 năm 68. Động thái này có được là do sự ủng hộ của các pháp quan. Việc Galba giành được quyền lực được lưu ý ở hai điểm, Thứ nhất, nó đánh dấu sự chấm dứt vương triều Julio-Claudius. Thứ hai, nó chứng minh 1 điều rằng để giành được danh hiệu hoàng đế không nhất thiết cứ phải ở Roma. Galba tiến vào Gaul cùng với một phần quân đội của mình và nhận sự ủy nhiệm đầu tiên từ viện nguyên lão. Trong mùa thu, Galba đánh bại Clodius Macer, người đã chống lại Nero tại Bắc Phi và dường như muốn chiếc ngai vàng cho bản thân ông ta. Galba được công nhận là hoàng đế và chào đón vào thành phố ở chỉ bởi một quân đoàn duy nhất, VII Galbiana, sau này được biết đến với tên VII Gemina.

### Galba tới Otho

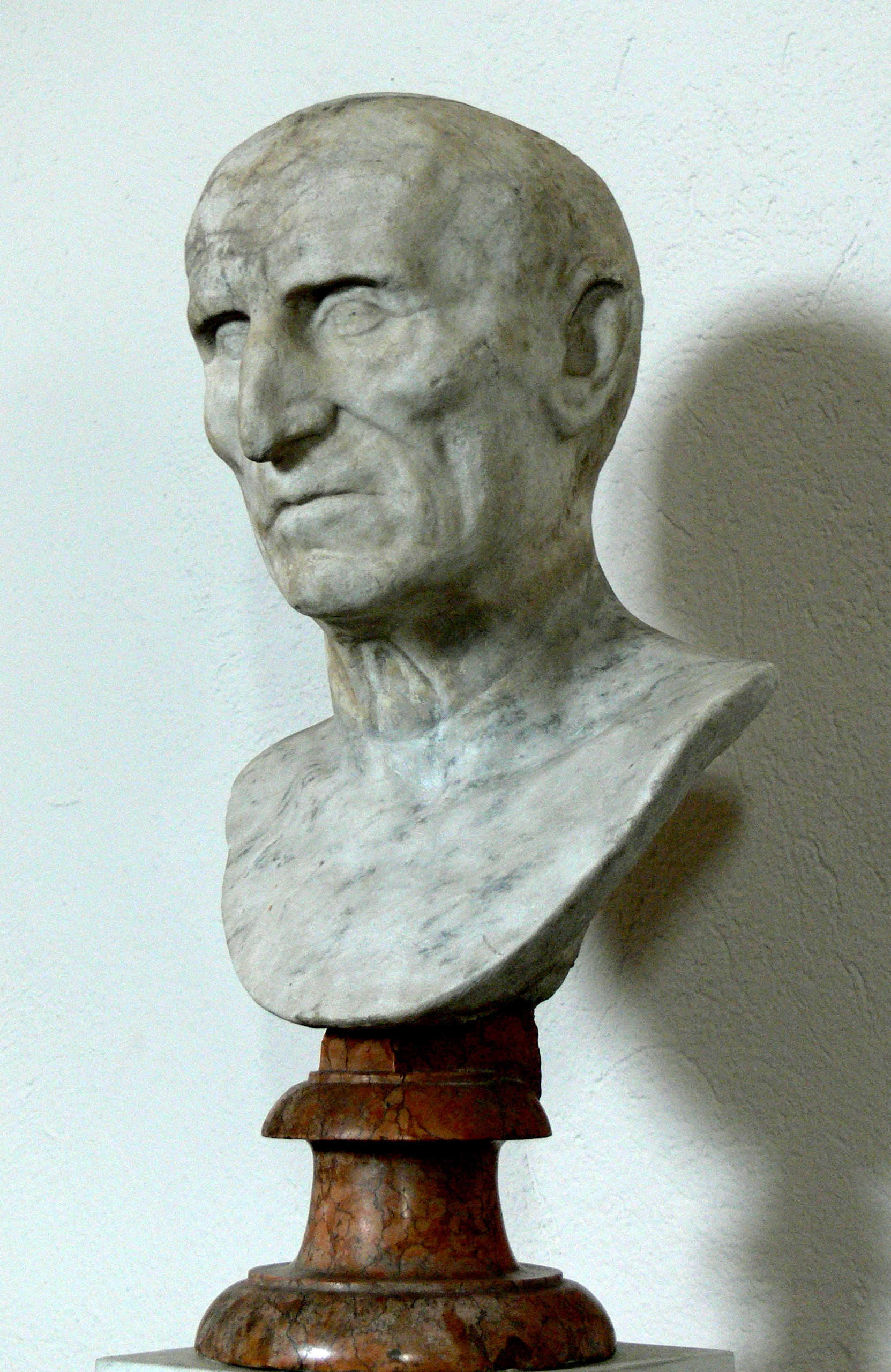
Galba

Do Hoàng đế Galba không có con nối dõi, và Otho, khích lệ bởi những tiên đoán của nhà chiêm tinh, mong muốn trở thành người kế thừa ngai vàng. Ông đã đến một thỏa thuận bí mật với một sủng thần củ vua Galba, Titus Vinius, theo đó, ông đồng ý kết hôn với con gái của Vinius để đổi lấy sự hỗ trợ của Vinius. Tất nhiên khi ấy Otho được coi là người sẽ kế vị Galba. Otho hoàn toàn tin tưởng, bởi thực tế ông là người góp công lớn nhất đưa Galba lên ngôi Hoàng đế. Tuy nhiên, trong tháng 1 năm 69, hy vọng của ông bị tiêu tan bởi Hoàng đế chính thức nhận Lucius Calpurnius Piso Licinianus làm con nuôi: vốn từ lâu vua Galba đã nghĩ đến việc truyền ngôi vua cho Piso. Vì thế, Otho vô cùng tức giận khi người được Galba chọn thừa kế lại là Piso Licinianus. Otho ngay lập tức thực hiện kế hoạch giành lấy vương miện. Và thật chẳng khó khăn gì cho Otho, không chỉ vì ông có uy tín lớn trong quân đội, mà bởi thực tế quân đội đã vô cùng căm ghét Galba.
Với một lực lượng hùng mạnh ông trở về quảng trường La Mã, và ở chân đồi Capitoline gặp Galba, người đã được báo động bởi những tin đồn khá mơ hồ về sự phản bội, đã tìm đường thông qua một đám đông dày đặc vây quanh để tới doanh trại của đội cận vệ. Quân đoàn đang làm nhiệm vụ ở Palatine, mà đã đi cùng với hoàng đế, lập tức bỏ rơi ông ta. Galba, và người con con trai nuôi của ông Piso cùng những người khác đã bị sát hại dã man bởi những người lính vệ binh hoàng gia. Sau một cuộc giao tranh ngắn ngủi, Otho trở về doanh trại trong chiến thắng, và cùng ngày đã được trao quyền hợp pháp bởi nguyên lão với danh hiệu Augustus, một quan bảo dân quyền lực và quan chức cấp cao. Otho có được thành công cho bản thân mình nhờ cảm nhận được sự bất mãn của lực lượng cận vệ hoàng gia và phần còn lại của quân đội vì Galba từ chối trả số vàng hứa hẹn để họ hỗ trợ ông ta lên ngôi. Dân số của thành phố cũng không hài lòng với Galba. Hành động đầu tiên của Otho khi là hoàng đế đã cho thấy rằng ông không hoàn toàn biết về những sự kiện này.
Trước tình thế đó, Viện Nguyên lão không còn cách nào khác là công nhận tước vị Hoàng đế cho Otho. Mặc dù vậy, các thành viên của Viện Nguyên lão vẫn nhìn Otho với con mắt nghi ngờ bởi cách mà ông nắm lấy quyền lực, và đặc biệt bởi Otho là bạn cũ của Nero. Tuy thế, họ vẫn trao cho Otho đủ quyền lực như các vị Hoàng đế trước đây.
Các quân đoàn của Otho: XIII Gemina và I Adiutrix

### Otho tới Vitellius

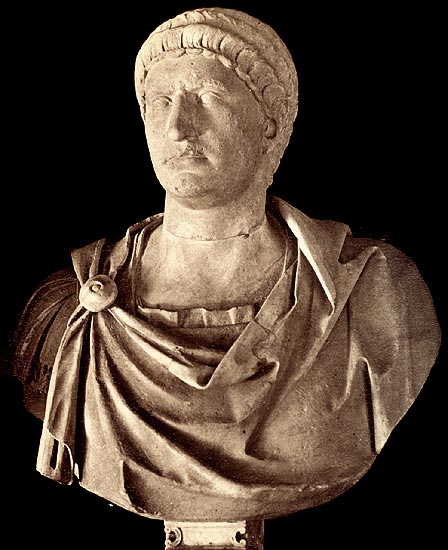
Otho

Otho hầu như không thể kiểm soát được mức độ trung thành của quân đội vì ông có quá ít mối liên hệ với quân đội. Otho chỉ nhận thấy sai lầm này khi Vitellius, thống đốc Germania, nổi lên chống lại mình. Các xứ Gaul và Tây Ban Nha ngay lập tức tuyên bố ủng hộ Vitellius. Otho muốn tránh một cuộc nội chiến bằng cách đề nghị chia sẻ quyền lực với Vitellius và kết làm đồng minh. Otho thậm chí còn cầu hôn con gái của Vitellius. Vitellius không chấp thuận cả hai đề nghị của Otho và vào tháng 3, các quân đoàn của Vitellius lên đường tiến về Rome.
Trước hành động của Vitellius, Otho đã chọn một chiến thuật đơn giản: lui về phía Bắc Ý để làm chậm bước tiến của Vitellius. Các quân đoàn Danube tuyên bố ủng hộ Otho và ưu thế về mặt quân sự nghiêng về phe Hoàng đế. Tuy vậy, các quân đoàn Danube ở quá xa và Otho muốn họ tiến về Roma. Otho hiểu rằng với một đội quân đến từ xa như của Vitellius, làm chậm bước tiến của họ đồng nghĩa với chiến thắng. Hai tướng của Vitellius là Valens và Caecina hiểu ngay rằng thời gian đang ủng hộ Otho. Họ quyết định phải mở cuộc tấn công trực diện vào quân đội của Otho trước khi các quân đoàn Danube kịp can thiệp. Quân đội của Vitellius dựng một cây cầu vượt qua sông Po vào đất Italy. Otho đứng trước hai lựa chọn: hoặc lùi sâu về đất Ý, tuy tránh được cuộc tấn công trước mắt của Vitellius nhưng lại càng cách xa các quân đoàn Danube; hoặc chiến đấu với Vitellius và chờ tiếp viện. Otho lựa chọn chiến đấu. Và đội quân của ông thất bại hoàn toàn tại Cremona ngày 14 tháng 4 năm 69.
Khi tin thất trận đến với Otho một ngày sau đó, Otho hiểu rằng mình đã thất bại. Ông khuyên gia đình và bạn bè tìm đường thoát thân, còn mình thì tự vẫn một ngày sau đó, 16 tháng 4 năm 69. Cái chết của Otho khiến cho La Mã tránh được một cuộc nội chiến. Mặc dù có nhiều tranh cãi về cách Otho nắm quyền lực, nhưng rất nhiều người La Mã cảm phục cái chết của ông. Họ tin rằng Otho đã chọn cho mình một kết thúc nhẹ nhàng, không gây đổ máu cho Đế chế La Mã. Nhiều binh lính của Otho nhảy vào giàn hỏa thiêu để chết cùng vị Hoàng đế của họ.
Các quân đoàn của Vitellius: I Germanica, V Alaudae, I Italica, XV Primigenia, I Macriana liberatrix, III Augusta, and XXI Rapax
Các quân đoàn của Otho: I Adiutrix

### Vitellius tới Vespasianus

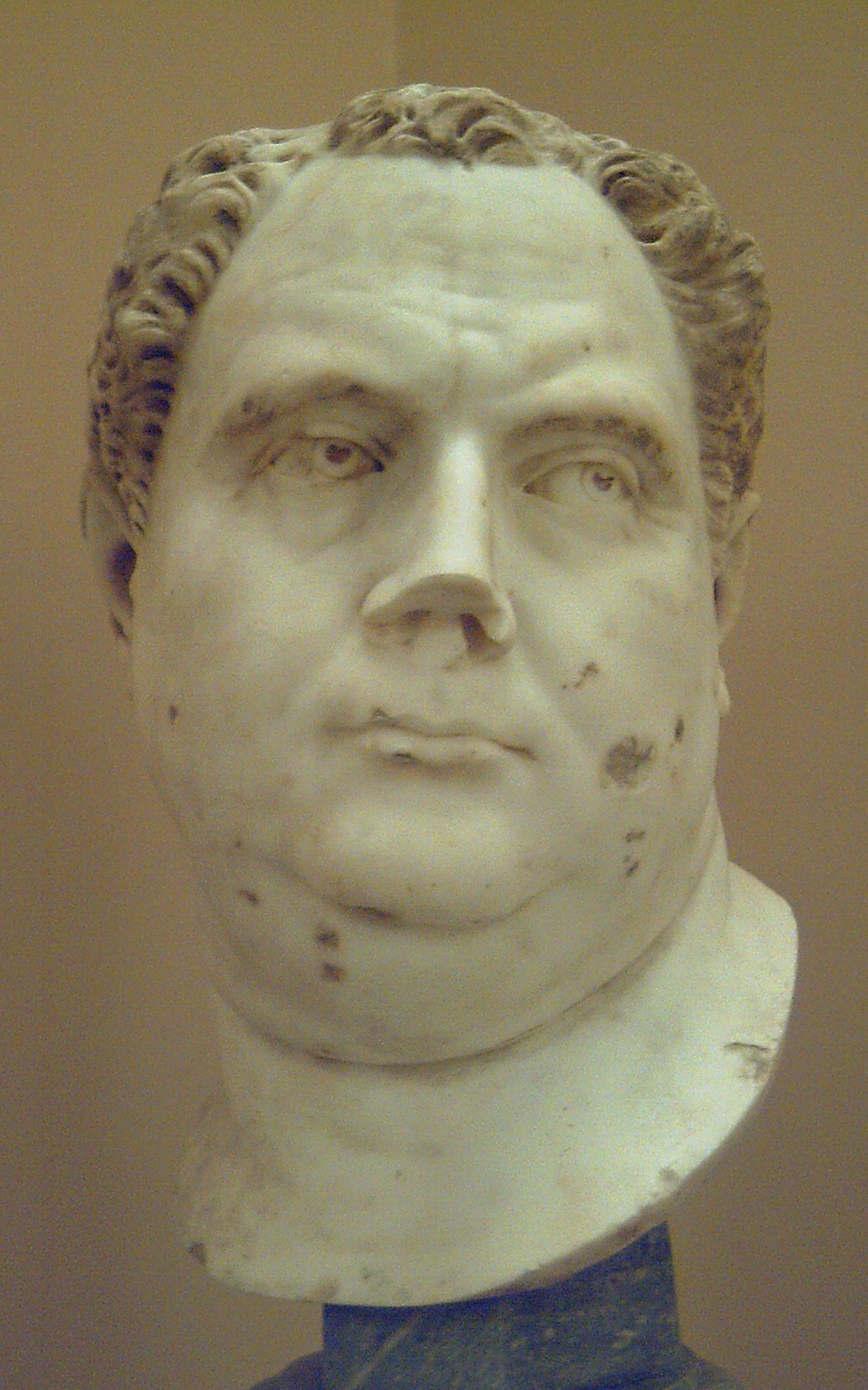
Vitellius

Sau khi Otho chết, những người ủng hộ ông, đã tìm kiếm ứng cử viên khác để hỗ trợ, và hướng đến Vespasianus. Theo Suetonius, một lời tiên tri phổ biến ở các tỉnh miền Đông tuyên bố rằng từ Judaea, những người cai trị trong tương lai của thế giới sẽ đến. Vespasianus cuối cùng đã tin rằng lời tiên tri này áp dụng đối với ông ta, và tìm thấy một số sấm truyền, tiên tri, và những điềm báo mà tăng cường niềm tin.
Ông cũng tìm thấy sự khích lệ ở Mucianus, thống đốc của Syria, và, mặc dù Vespasianus là một người kỷ luật nghiêm ngặt và cải cách mạnh tay, binh sĩ của Vespasianus đã dành ủng hộ tuyệt đối dành cho ông. Mọi con mắt ở phía Đông bây giờ hướng vào ông. Mucianus và các quân đoàn Syria đã sẵn sàng để hỗ trợ ông. Trong khi ông đang ở Caesarea, ông được tuyên bố là hoàng đế vào ngày 1 tháng 7 năm 69, lần đầu tiên là quân đội tại Ai Cập dưới quyền Tiberius Julius Alexandrus, và sau đó là quân đội của ông ở Judaea (ngày 11 tháng 7 theo Suetonius, ngày 03 tháng bảy theo Tacitus).

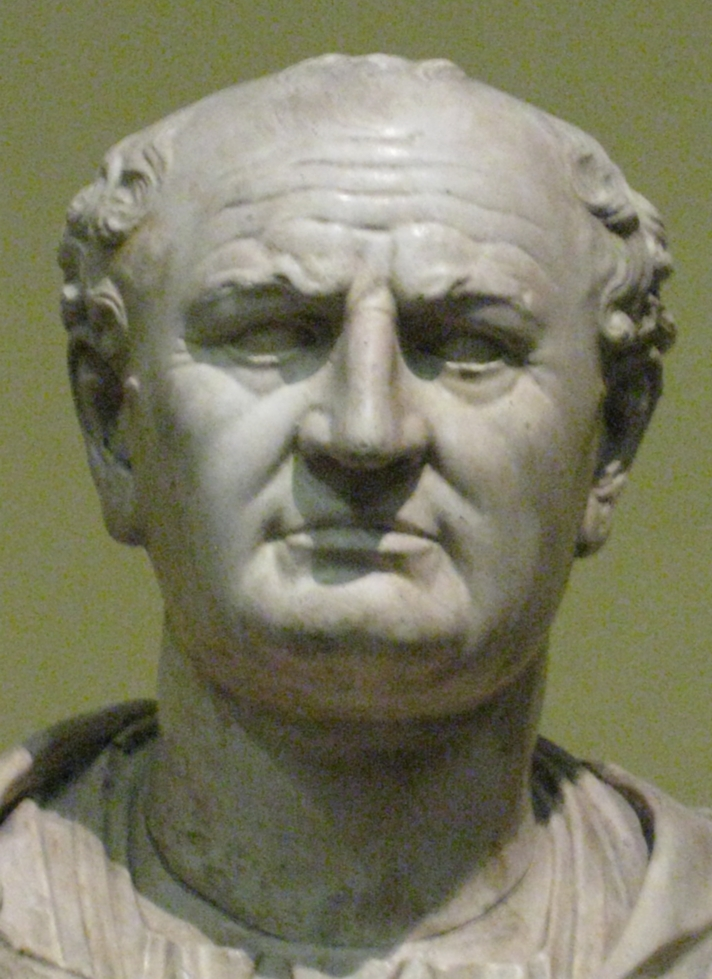
Vespasian

Tuy nhiên, Vitellius, người đang chiếm ngai vàng, có những đội quân tốt nhất của Roma bên phe ông ta - cựu chiến binh của quân đoàn Gallia và vùng sông Rhine. Nhưng uy tín của Vespasianus khiến ông nhanh chóng tập hợp được một quân đội mạnh, và quân đội của Moesia, Pannonia, và Illyricum sớm tuyên bố ủng hộ cho ông, và tôn ông làm làm chủ của một nửa của thế giới La Mã.
Trong khi Vespasianus ở Ai Cập để đảm bảo nguồn cung cấp lương thực của đế quốc, quân đội của ông đã tiến về phía đông bắc Ý dưới sự lãnh đạo của M. Antonius Primus. Họ đánh bại quân đội của Vitellius (đã chờ đợi ông ở Mevania) tại Bedriacum (hoặc Betriacum), cướp phá Cremona và tiến về Roma. Họ tiến vào La Mã sau một cuộc chiến đấu dữ dội. Trong một sự nhầm lẫn do cuộc hỗn loạn, các công trình trên đồi Capitol đã bị đốt cháy và Sabinus, anh trai của Vespasianus đã bị giết bởi đám đông.
Ngay khi nhận tin loan báo về thất bại và cái chết của đối thủ tại Alexandria, vị hoàng đế mới một lần nữa gửi nguồn cung lương thực hết sức cần thiết đến Roma, cùng với một sắc lệnh hoặc lời tuyên bố về chính sách, trong đó ông đã bảo đảm một sự thay đổi toàn bộ luật pháp của Nero, đặc biệt là những người liên quan đến tội phản quốc. Trong khi ở Ai Cập, ông đã đến thăm đền Serapis, tại nơi này theo ghi chép, ông đã trải qua một giấc mộng.
Các quân đoàn của Vitellius: XV Primigenia
Các quân đoàn của Vespasianus: III Augusta, I Macriana liberatrix

### Kết quả
Vespasianus được tuyên bố là hoàng đế bởi Viện nguyên lão trong khi ông ở Ai Cập vào tháng 12 năm 69 (người Ai Cập đã tuyên bố ông làm hoàng đế vào tháng 7 năm 69). Trong một giai đoạn ngắn, việc quản lý của đế chế đã được giao cho Mucianus, với sự trợ giúp của con trai Vespasianus, Domitianus. Mucianus bắt đầu thời kì cai trị của Vespasianus với cải cách về thuế là để khôi phục lại nền tài chính của đế chế. Sau khi Vespasianus đến Roma vào giữa năm 70, Mucianus tiếp tục nhấn mạnh với Vespasianus về vấn đề thu thuế càng nhiều càng tốt Vespasianus đã không phải nhận bất kỳ mối đe dọa trực tiếp ảnh hướng đến quyền lực của mình sau cái chết của Vitellius. Ông trở thành người sáng lập ra triều đại Flavianus ổn định, kết thúc triều đại Julio-Claudius. Ông băng hà vào năm 79, trước lúc nhắm mắt ông đã nói câu nói nổi tiếng, "Vae, puto deus fio" ("Argh, tôi phải trở thành một vị thần...").

## Biên niên

### 68
- Tháng 4 – Galba, thống đốc Hispania Tarraconensis, và Vindex, thống đốc Gallia Lugdunensis khởi nghĩa chống lại Nero.[9]
- Tháng 5 – Quân đoàn Rhine đánh bại và giết chết Vindex tại Gaul.
- Tháng 6 – Nero bị tuyên bố là kẻ thù của công chúng (hostis) bởi Viện nguyên lão (tháng 8) và tự tử (tháng 9), ngai vị hoàng đế của Galba được công nhận.
- Tháng 11 – Vitellius được phong làm thống đốc tỉnh Germania Inferior.

### 69
- 1 tháng 1 – Các quân đoàn Rhine từ chối thề trung thành với Galba
- 2 tháng 1 – Vitellius được tôn làm Hoàng đế bởi quân đoàn Rhine
- 15 tháng 1 – Galba bị đội Cận vệ của Hoàng đế giết; trong cùng một ngày, Viện nguyên lão đưa Otho lên ngai vàng
- 14 tháng 4 – Vitellius đánh bại Otho
- 16 tháng 4 – Otho tự sát; Vitellius được công nhận là hoàng đế
- 1 tháng 7– Vespasianus, lãnh đạo quân đội La Mã tại tỉnh Judaea, được tôn làm hoàng đế bởi quân đoàn Ai Cập thuộc La Mã dưới quyền Tiberius Julius Alexander
- Tháng 8 – Các quân đoàn Danube lên tiếng ủng hộ Vespasianus (đang ở Syria) và dùng danh nghĩa phò Vespasianus để xâm chiếm Ý vào cùng tháng
- Tháng 10 – Quân đội Danube đánh bại Vitellius và Vespasianus chiếm được Ai Cập
- 20 tháng 12 – Vitellius bị giết bởi lính của mình ngày trong Cung điện
- 21 tháng 12 – Vespasianus được công nhận là hoàng đế